# Rogliano
Rogliano (en cors Ruglianu) és un municipi francès, situat a la regió de Còrsega, al departament d'Alta Còrsega. L'any 1999 tenia 458 habitants.

## Demografia
| 1962 | 1968 | 1975 | 1982 | 1990 | 1999 |
| ---- | ---- | ---- | ---- | ---- | ---- |
| 518  | 535  | 495  | 508  | 480  | 458  |

## Administració
| Període   | Identitat       | Partit | Qualitat |  |
| --------- | --------------- | ------ | -------- |  |
| 1991-2001 | Antoine Breschi |        |          |  |
| 2001-2008 | Pierre Tomasi   |        |          |  |
| 2008-     | Patrice Quilici |        |          |  |